# Menko

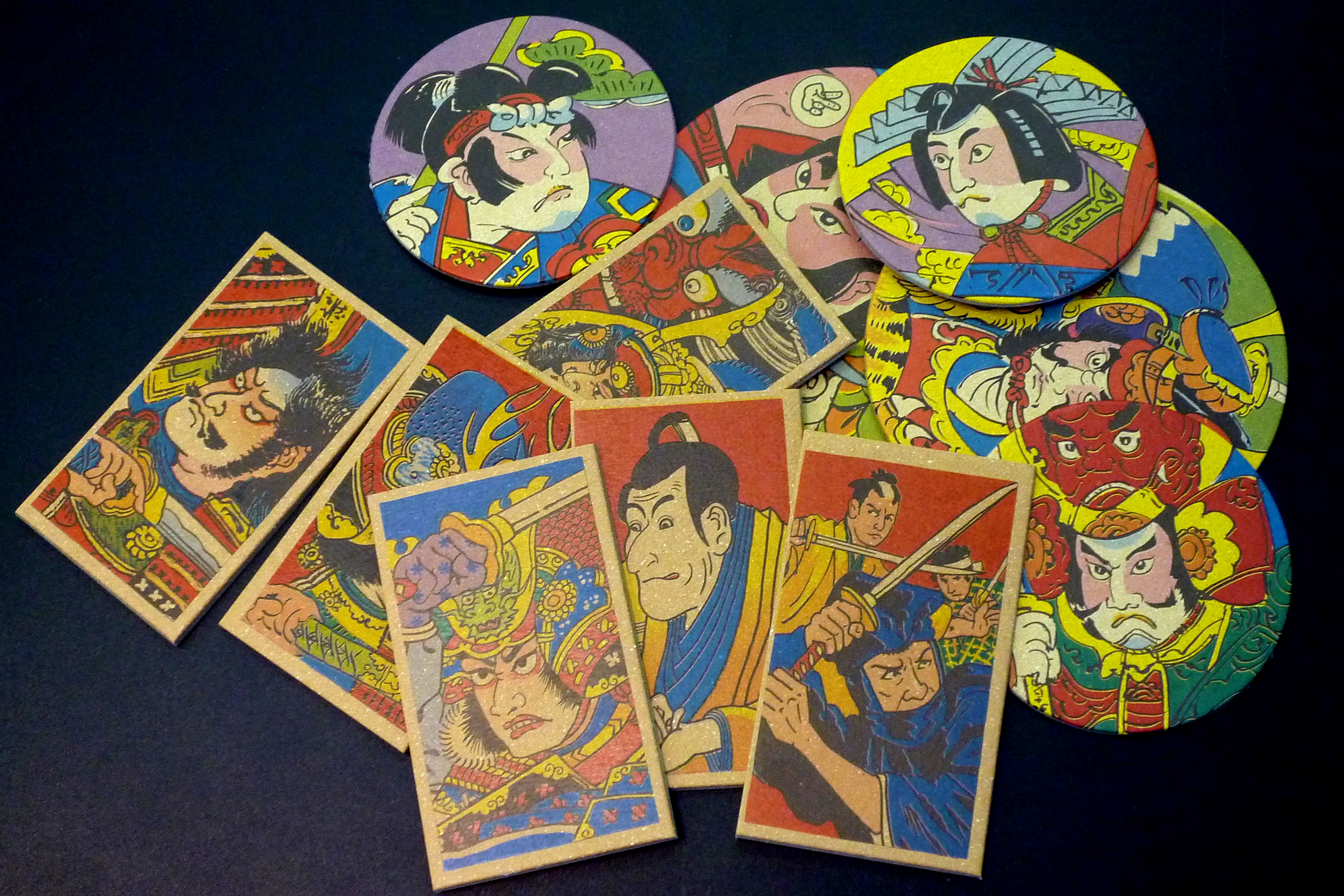
Cartes Menko rectangulars i rodones

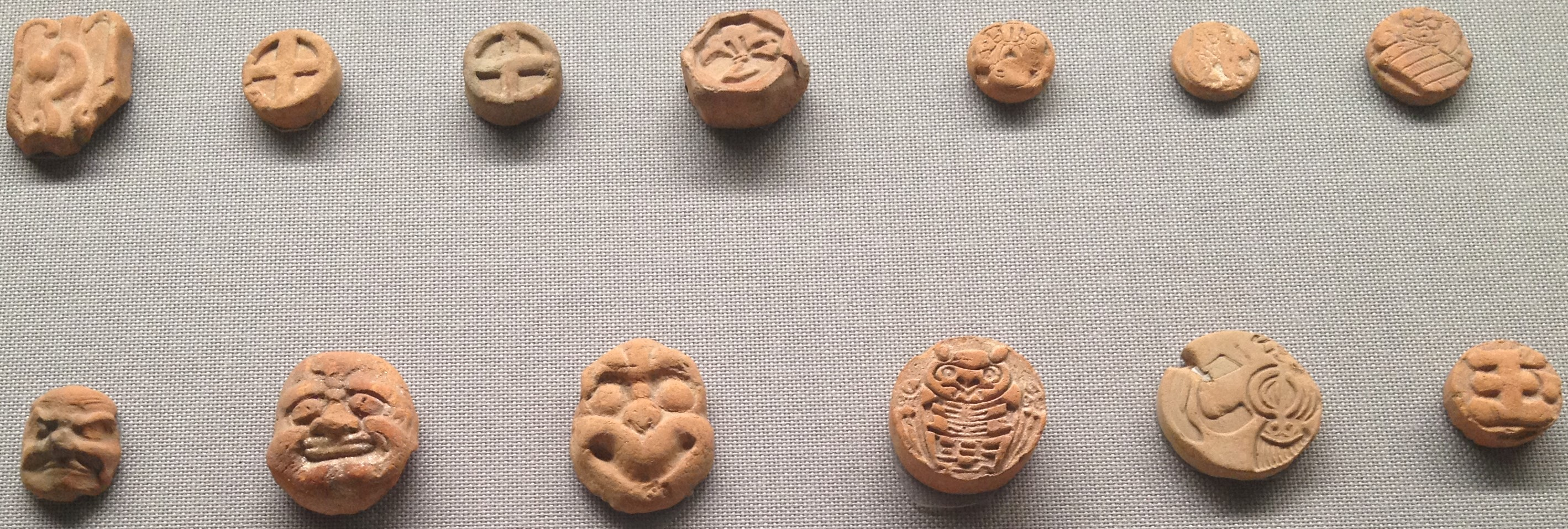
Men'uchi del període Edo

Menko (めんこ, 面子), també conegut com a Bettan o Patchin, és un joc de cartes japonès jugat per dos o més jugadors. Es juga amb unes cartes del mateix nom, fetes de cartó o paper gruixut i impreses en un o ambdós costats amb imatges d'anime, manga i altres obres.
La carta d'un jugador és col·locada en un taulell o a terra i l'altre jugador tira la seva carta provant de donar la volta la targeta de l'altre jugador amb una ratxa de vent o pel cop de la seva carta contra l'altra. Si té èxit, agafa ambdues cartes. El jugador que agafa totes les cartes, o en té més al final del joc, guanya.
Les cartes Menko han sigut populars des del període Edo. Al principi eren conegudes com a men'uchi (面打) i estaven fetes amb argila que es coïa en motlles. Les seves regles ràpides i senzilles les han fet populars entre nens de totes les edats. Com que en aquest joc la tècnica és tan important com la força, els nens més petits poden competir amb els jugadors més grans.
Les imatges d'aquestes cartes reflecteixen la cultura popular del seu temps, i les cartes Menko del passat reflecteixen informació important sobre la seva era. En els períodes Edo i Meiji primerenc, eren populars les imatges de ninjes i samurais. Abans de la Segona Guerra Mundial, la majoria d'imatges populars eren militars, com d'avions i vaixells de guerra. Després de la guerra, personatges d'anime i manga han sigut populars, així com de jugadors de beisbol. Els col·leccionistes de cartes de beisbol japonès col·leccionen beisbol menko. A finals dels 80 a inicis dels 90, les cartes Menko es decoraven amb hològrafs i sparkles.